# Eugen von Keyserling
Eugen von Keyserling (1833 - 1889) foi um aracnólogo alemão.
Ele foi o autor de Die Spinnen Amerikas e completou Die Arachniden Australiens (1871-1883) em nome do Ludwig Carl Christian Koch.